# Jewel De'Nyle
Jewel De'Nyle, nome artístico de Stephany Schwarz (Wetomore, 5 de agosto de 1977), é uma atriz e diretora de filmes pornográficos estadunidense.

## Biografia
É uma das atrizes pornôs mais famosa do últimos anos. Começou no cinema pornô no ano de 1998 após ser descoberta por uma outra atriz chamada Selena Steele. Fez até encerrar a sua carreira como atriz em 2004 por volta de duzentos filmes (excluindo coletâneas e participações sem sexo).
Como diretora começou em 2000 e fez até 2005 por volta de sessenta filmes, em muitos deles ela participa como atriz. Em janeiro de 2003 fundou a Platinum X Pictures, uma produtora de filmes localizada em San Fernando Valley, California, localidade também conhecida como Porn Valley em comparação com o Silicon Valley.
Deixou a Platinum X em junho de 2006 pois assinou contrato com outra produtora, a Fifth Element.
Jewel já foi casada três vezes, uma delas com o astro pornô Peter North.

## Prêmios

### AVN (Adult Video News)
- 2009 - Hall da Fama[1]
- 2003 - Melhor Cena de Sexo Anal - Video (ao lado de Lexington Steele)[2]
- 2001 - Melhor Performance Feminina do Ano[3]
- 2001 - Melhor Cena de Lesbianismo - Video (ao lado de Sydnee Steele)[3]

### XRCO (X-Rated Critics Organization)
- 2009 - Hall da Fama[4]
- 2004 - Melhor Cena de Sexo, Casal (ao lado de Manuel Ferrara)[5]
- 2002 - Melhor Performance Feminina do Ano[6]
- 2002 - Melhor na Categoria "Orgasmic Analist"[6]
- 2002 - Melhor Cena de Lesbianismo (ao lado de Inari Vachs)[6]
- 2001 - Melhor Performance Feminina do Ano[6]
- 2001 - Melhor na Categoria Cena de Sexo "Male-Female" (ao lado de Nacho Vidal)[6]
- 2000 - Revelação do Ano[6]

### Outros
- 2002 - CAVR (Cyberspace Adult Video Reviews) - Melhor Estrela Pornô
- 2001 - CAVR (Cyberspace Adult Video Reviews) - Melhor Estrela Pornô Fogosa
- 1999 - CAVR (Cyberspace Adult Video Reviews) - Melhor Estrela Pornô
- 1999 - Hot d'or (França) - Melhor Revelação Americana do Ano[7]

## Filmografia selecionada
- Inside Asta
- All About Ass
- Ass Lickers # 2
- Ass Worship # 1
- Chasing The Big Ones # 13
- Cock Smokers # 20
- Down The Hatch # 7
- Extreme Vacation
- Heavy Metal # 2
- Interracial Lust # 1, # 2
- North Pole # 4, # 5, # 6, # 7, # 8, # 9, # 10, # 13
- Perverted POV # 4
- Rocco: Animal Trainer # 15
- Rump Riders